# Oksana Sekerina
Oksana Sekerina (* Nowy Urengoi, Russland) ist eine russische Opern- und Konzertsängerin in der Stimmlage Sopran.

## Leben und Wirken
Oksana Sekerina studierte Gesang in Chanty-Mansijsk und in Bari. Im Sommer 2016 depütierte sie als Donna Anna aus Don Giovanni bei den Bregenzer Festspielen. Es folgten Engagements am Opernhaus Graz, wo  sie die Comtessa aus Le Nozze di Figaro sowie die Tatjana aus Eugen Onegin verkörperte. Außerdem sang sie 2018 die Ortlinde in Die Walküre am Théâtre du Capitole in Toulouse sowie die Rollen Donna Anna (Don Giovanni),  Adalgisa (Norma) und  Dona Leonora (La forza del destino) in Santiago de Chile. In Basler Oper gastiert sie als La Contessa di Almaviva in Le Nozze di Figaro. Im November 2019 gab sie ihr Debüt in Deutschland in der Titelpartie von Puccinis Oper Tosca am Gärtnerplatztheater in München. Neben ihrer Bühnenpräsenz ist die Sopranistin eine Konzertsängerin. Sie interpretierte im Großen Saal des Moskauer Konservatoriums das Sopransolo in Andrew Lloyd Webbers Requiem. Des Weiteren zählen zu ihrem  Konzertrepertoire  Solopartien u. a. aus Carmina Burana, Matthäuspassion, Stabat Mater sowie dem Weihnachtsoratorium von Hilarion Alfejew.
Die Künstlerin ist Preisträgerin des Birgit-Nilsson-Preises des Operalia Wettbewerbs 2017. Außerdem war sie Finalistin beim Moskau/Bolschoi-Theater: Finale der Competizione dell’Opera zum 20. Jubiläum – 2. Oktober 2016.

## Kritiken
„Oksana Sekerina hat spätestens nach der Arie Vissi d‘arte das Publikum hinter sich. Mit ihrer stimmlichen Perfektion und schauspielerischen Präsenz, stellt sie alle anderen Sänger*innen in den Schatten.“

„Da ist die russische Sopranistin Oksana Sekerina, als Donna Anna die größte und tragendste Mozartstimme dieses Abends und eine Bühnenpersönlichkeit mit überragender Ausstrahlung“